# (25152) Toplis
(25152) Toplis est un astéroïde de la ceinture principale.

## Description
(25152) Toplis est un astéroïde de la ceinture principale. Il fut découvert le 16 septembre 1998 à la station Anderson Mesa par le programme LONEOS. Il présente une orbite caractérisée par un demi-grand axe de 2,76 UA, une excentricité de 0,09 et une inclinaison de 8,8° par rapport à l'écliptique.

## Compléments